# George E. Palade
George Emil Palade (rođen 19. studenog, 1912., u mjestu Iaşi, Rumunjska) je američki (rođen u Rumunjskoj) stanični biolog. Godine 1974. podijelio je Nobelovu nagradu za fiziologiju ili medicinu s Albert Claudeom i Christian de Duveom, za svoja otkrića u vezi strukture i uloge organela u stanici.
Godine 1940.g. postao je liječnik na Sveučilištu u Bukureštu. Godine 1945.g. otišao je na poslijediplomski studij u SAD, a 1952.g. postao je naturalizirani građanin SADa.

## Vanjske poveznice
- Nobelova nagrada - životopis (engl.)